# Gunther Bonz
Gunther Bonz (* 16. Juni 1956 in Hamburg) ist ein deutscher Verwaltungsjurist und Hafenmanager. Er war von 2004 bis 2008 Hamburger Staatsrat in der Wirtschaftsbehörde und ist seit 2009 Generalbevollmächtigter von Eurogate, seit 2010 Präsident der FEPORT (Federation of European Private Port Operators) in Brüssel und seit 2011 Präsident des Unternehmensverbandes Hafen Hamburg.

## Leben und beruflicher Werdegang in der Hamburger Wirtschaftsbehörde
Nach seinem Abitur am Matthias-Claudius-Gymnasium in Hamburg studierte Bonz an der dortigen Universität Rechtswissenschaften. Nach seinem 2. Staatsexamen trat er 1983 als Beamter in den Hamburger Staatsdienst und ging bereits ein Jahr später im Verwaltungsaustausch für ein Jahr in die Rechts- und Stadtplanungsabteilung in Fort Collins/Colorado, USA. Nach seiner Rückkehr wurde er zunächst im Ordnungsamt, ab 1987 in der Behörde für Schule und Berufsbildung und ab 1988 in der Behörde für Wirtschaft, Verkehr und Landwirtschaft in verschiedenen Abteilungen eingesetzt. Von 1990 bis 1998 war er Lehrbeauftragter an der Hochschule für Verwaltungswissenschaften in Speyer. 1999 wurde er Leiter des Amtes für Wirtschaft und Landwirtschaft in der Hamburger Wirtschaftsbehörde und Senatsdirektor. 
2004 berief Bürgermeister Ole von Beust den parteilosen Bonz zum Staatsrat in der Wirtschaftsbehörde bei Senator Gunnar Uldall. Als solcher war er Aufsichtsratsvorsitzender der Hamburg Tourismus GmbH, wurde 2006 Kuratoriumsmitglied bei der neu gegründeten Logistik-Initiative Hamburg (LIHH) und bekleidete dort den Posten des stellvertretenden Vorsitzenden. Nach der Bürgerschaftswahl 2008 blieb er auch im neuen schwarz-grünen Senat Staatsrat unter dem Wirtschaftssenator Axel Gedaschko.

## Entlassung als Staatsrat
Am 27. August 2008 wurde Bonz nach einem dreizehnminütigen Gespräch bei Bürgermeister von Beust in den einstweiligen Ruhestand versetzt. Ihm wurde vorgeworfen, am 18. Juni 2008 ohne Wissen des Wirtschaftssenators einen Aktenvermerk über eine Geheimabsprache zwischen der CDU und den Grünen (GAL) während der Koalitionsverhandlungen angefertigt zu haben, nachdem der Bebauungsplan für ein neues Möbelhaus in Hamburg-Eidelstedt mit dem Ziel der Neuplanung und Verhinderung der Ansiedlung überarbeitet werden soll. Während die Grünen den Bau im Wahlkampf strikt abgelehnt hatten, hatte die CDU die Ansiedlungspläne stets unterstützt. Der Aktenvermerk war am 14. August 2008 an die Presse gelangt. Für die Weitergabe des Dokuments hatte allerdings nicht Bonz gesorgt, sondern nach Informationen des Abendblattes ein oder mehrere CDU-Bürgerschaftsabgeordnete, weshalb die Oppositionsfraktionen in der Bürgerschaft auch von einem „Bauernopfer“ sprachen und das hohe Ansehen von Bonz als Wirtschaftsstaatsrat lobten. Sein Nachfolger wurde Carsten Frigge.

## Wirken als Hafenmanager
Am 1. Juni 2009 wurde Bonz Generalbevollmächtigter der Eurogate-Holding, Europas größter Reederei-unabhängige Container-Terminal- und Logistik-Gruppe und gleichzeitig Geschäftsführer der EUROGATE Container Terminal Hamburg GmbH. Im August 2010 wählte ihn die Jahresversammlung in Amsterdam zum Präsidenten des Verbands der privaten europäischen Hafenbetreiber (Feport). Am 11. Oktober 2011 wurde er darüber hinaus zum Präsidenten des Unternehmensverbandes Hafen Hamburg gewählt.
Bonz war von 2010 bis 2015 Aufsichtsratsmitglied bei der Lloyd Fonds AG und wirkt darüber hinaus im Aufsichtsrat der AVW Immobilien AG mit, seit 2019 als Aufsichtsratsvorsitzender.  Zudem ist er (Stand 2021) Aufsichtsratsmitglied bei der Dakosy Datenkommunikationssystem AG.